# Iryanthera sagotiana
Iryanthera sagotiana är en tvåhjärtbladig växtart som först beskrevs av George Bentham, och fick sitt nu gällande namn av Otto Warburg. Iryanthera sagotiana ingår i släktet Iryanthera och familjen Myristicaceae. Inga underarter finns listade i Catalogue of Life.